# Ферганский государственный университет
Ферганский государственный университет (узб. Fargʻona Davlat Universiteti / Фарғона Давлат Университети) — высшее учебное заведение в Узбекистане, занимающееся также научной деятельностью.

## История
Университет был создан 1 марта 1991 года на базе Ферганского государственного педагогического института (основанного 1 мая 1930 года).
C 1939 по 1952 имел филиал в Андижане.
Институт публиковал:
- Учёные записки Ферганского государственного педагогического института.

## Факультеты
В университете насчитывается 13 факультетов:
1. физико-математический
2. естественно-географический
3. исторический
4. филологический
5. иностранных языков
6. педагогики и психологии
7. социально-экономический
8. военный
9. физической культуры
10. дошкольного и начального образования
11. зоотехники

49 кафедры, 21 специальностей магистратуры.
Вуниверситете 280 аудиторий и 21 научная лаборатория, 23 компьютерных класса, 1 Академический лицей при ФерГУ, студенческий театр «Nilufar», санаторий-профилакторий, 7 открытых и 4 зимних крытых спортивных сооружения; в фондах библиотеки университета содержится порядка 900 тысяч экземпляров литературы (данные на январь 2019 год).

### Научная деятельность
В ФерГУ созданы и функционируют 14 научных школ.
В вузе действуют 2 научных совета для соискания научной степени доктора философии по специальностям «Классификация и сертификация товаров на основе их химического состава» и «Узбекский язык. Узбекская литература».